# コアツァコアルコス
座標: 北緯18度9分 西経94度26分 / 北緯18.150度 西経94.433度

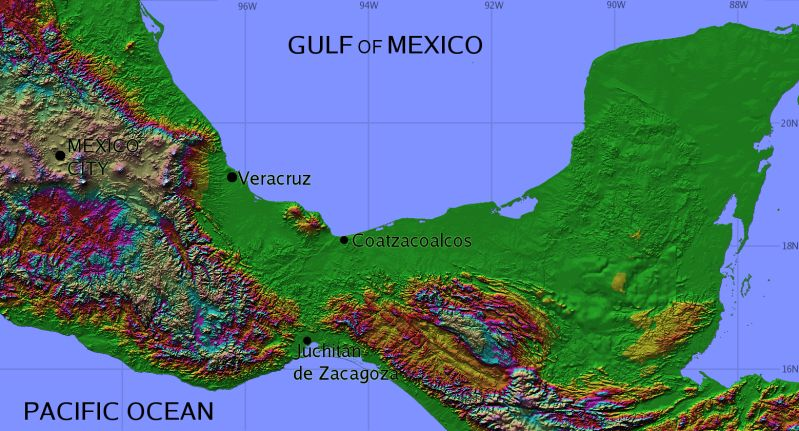
コアツァコアルコスの位置

コアツァコアルコス (Coatzacoalcos) は、メキシコ合衆国ベラクルス州の都市である。人口は31万9187人（2015年）で、州内ではベラクルス、ハラパに次ぐ人口を持つ。

## 概要
コアツァコアルコスはメキシコ湾に面するベラクルス州の主要な港湾都市である。名称は「蛇の場所」または「蛇の隠れ家」を意味するナワトル語の言葉に由来する。
1970年のオイルブーム以来、コアツァコアルコスはユカタン半島のカンペチェ州にあるカンペチェ油田と太平洋側の港湾都市であるオアハカ州のサリナ・クルスを結ぶ交通の要衝として重要な位置を占めるようになった。太平洋側とはテワンテペク地峡を挟んで約160kmの距離があり、道路と鉄道によって結ばれている。

## 歴史
かつてコアツァコアルコスはオルメカ文明の地方主要都市であった。1522年、エルナン・コルテスはグアサクアルコの近くに植民都市を建設するようにゴンサロ・デ・サンドバルに命じた。サンドバルはこの植民都市にビリャ・デル・エスピリトゥ・サントと名付けた。その後、1825年にこの都市の名前はコアツァコアルコスに改められた。1900年には外国人にわかりやすいようにプエルト・メヒコに改められたが、1936年に再びコアツァコアルコスに改められた。

## 産業
コアツァコアルコスの主要な産業は石油化学工業である。コアツァコアルコスの近くに位置する4つの大規模な石油コンプレックスは世界有数の生産量を持つ。